# Giorgio Galli
Pour les articles homonymes, voir Galli.
Giorgio Galli, né le 10 février 1928 à Milan et mort le 27 décembre 2020 à Camogli, est un politologue, historien et universitaire italien,. 

## Biographie
Giorgio Galli est né à Milan en 1928. Diplômé en droit, il a été professeur d'histoire des doctrines politiques à l'université de Milan et l'un des politologues italiens les plus réputés. Il a consacré l'essentiel de ses travaux à l'analyse du système politique italien, en adoptant des méthodologies empruntées aux sciences sociales,.
Son travail d'historien est principalement orienté vers l'histoire italienne contemporaine, en particulier la période de l'après-guerre. Dans ses écrits, il explore scientifiquement les questions sociologiques, en accordant une attention particulière à la combinaison de l'histoire officielle et de l'ésotérisme.
Son travail se caractérise également par l'attention portée aux aspects cachés de l'histoire des idées politiques, comme, par exemple, les « racines magiques » ou irrationnelles qui contribuent à alimenter l'adhésion massive à des idéologies politiques particulières, notamment celles de nature totalitaire.
Il a longtemps contribué aux magazines Panorama et New Age et New Sounds, et a écrit une colonne intitulée Le divergenze convergenti dans le magazine mensuel Linus,.
Giorgio Galli est mort à Camogli le 27 décembre 2020 à l'âge de 92 ans,.

## Publications
- Manuale di storia delle dottrine politiche (Il saggiatore, 1985) ;
- Storia dei partiti politici europei. Dal 1946 a oggi (Rizzoli, 1990) ;
- Affari di Stato (Kaos, 1991)';
- Politica ed esoterismo alle soglie del Duemila (Rizzoli, 1992) ;
- Mezzo secolo di Dc (Kaos, 1993) ;
- Storia del Pci. Livorno 1921, Rimini 1991 (Kaos, 1993) ;
- Noi e le stelle (1994, Rizzoli) ;
- Storia delle dottrine politiche (Bruno Mondadori, 1995) ;
- Piombo rosso. La storia completa della lotta armata in Italia (Baldini Castoldi Dalai, 2004) ;
- Credere obbedire combattere. Storia, politica e ideologia del fascismo italiano dal 1919 ai giorni nostri (Hobby & Work, 2009) ;
- Il pensiero politico occidentale. Storia e prospettive (Baldini Castoldi Dalai, 2010)[2].